# ميلتون أجير
ميلتون أجير (بالإنجليزية: Milton Ager)‏ هو عازف بيانو وملحن وكاتب سيناريو وموسيقي وكاتب أغاني أمريكي، ولد في 6 أكتوبر 1893 في شيكاغو في الولايات المتحدة، وتوفي في 6 مايو 1979 في لوس أنجلوس في الولايات المتحدة.

## وصلات خارجية
- ميلتون أجير على موقع IMDb (الإنجليزية)
- ميلتون أجير على موقع ميوزك برينز (الإنجليزية)
- ميلتون أجير على موقع أول موفي (الإنجليزية)
- ميلتون أجير على موقع قاعدة بيانات برودواي على الإنترنت (الإنجليزية)
- ميلتون أجير على موقع قاعدة بيانات الأفلام السويدية (السويدية)
- ميلتون أجير على موقع إن إن دي بي (الإنجليزية)
- ميلتون أجير على موقع أول ميوزيك (الإنجليزية)
- ميلتون أجير على موقع ديسكوغز (الإنجليزية)
- ميلتون أجير على موقع قاعدة بيانات الفيلم (الإنجليزية)